# Jochen Rieder
Jochen Rieder (* 12. August 1970 in Herxheim bei Landau/Pfalz) ist ein deutscher Dirigent.

## Leben
Jochen Rieder absolvierte ein umfangreiches Musikstudium. Erste Engagements als Assistent und Kapellmeister führten ihn ans Badische Staatstheater Karlsruhe (1992 bis 1995) und ans Theater der Freien Hansestadt Bremen (1996 bis 2001). Von 2001 bis 2014 war er fest am Opernhaus Zürich als Maestro suggeritore engagiert.
1997 wurde er Stipendiat des Richard-Wagner-Verbandes, und in den Jahren 2001 und 2002 arbeitete er als Assistent von Christian Thielemann bei «Die Meistersinger von Nürnberg» im Ensemble der Bayreuther Festspiele.
Neben internationalen Verpflichtungen dirigiert Jochen Rieder seit 2009 regelmäßig Opernkonzerte mit Tenor Jonas Kaufmann, u. a. in Regensburg, Schlossfestspiele; Kopenhagen, Tivoli; Prag, Smetana-Saal; Essen, Philharmonie; Athen, Megaron; London, Royal Festival Hall; Qatar, Opernhaus; Brüssel, Palais des Beaux Arts; Linz, Klassik am Dom; Peralada, Festival Castell de Peralada; Luzern, KKL; Mörbisch, Seebühne; Moskau, Barvikha Concert Hall; Turku, Concert Hall; Cesky Krumlov, Musik Festival; Sydney Opera House; Melbourne, Hamer Hall; Kölner Philharmonie; Konzerthaus Dortmund; Stuttgart, Liederhalle; Hamburg, Laeiszhalle; München, Philharmonie am Gasteig; Festspielhaus Baden-Baden; Wiener Konzerthaus; Berliner Philharmonie; Hannover, Kuppelsaal; Paris, Théâtre des Champs-Élysées; Seoul, Arts Center; Mailand, Teatro alla Scala; Gstaad, Menuhin Festival; Muscat, Royal Opera House; Frankfurt, Alte Oper

## Dirigierte Orchester
- Australian Opera and Ballet Orchestra Sydney
- Bochumer Symphoniker
- Bruckner Orchester Linz
- Czech National Symphony Orchestra
- Deutsche Staatsphilharmonie Rheinland-Pfalz
- Euro-Asian Philharmonic Orchestra Seoul
- Griechisches Staatsorchester Athen
- Hofer Symphoniker
- Irish Chamber Orchestra
- Jyväskylä Sinfonia Finnland
- London Philharmonic Orchestra
- Münchner Rundfunkorchester
- Norrköping Symphony Orchestra
- Orchestra Filarmonica della Scala Milano[2]
- Orchestra Victoria Melbourne
- Orchestre Métropolitain Montreal
- Orchestre National de Belgique
- Orchestre National de France
- Philharmonia Orchestra
- Philharmonia Zürich
- Prager Symphoniker
- Qatar Philharmonic
- Royal Philharmonic Orchestra
- Rundfunk-Sinfonieorchester Berlin
- Rundfunksinfonieorchester Prag
- Sinfonieorchester Basel
- Staatliches Symphonieorchester Russland
- Staatskapelle Weimar
- Symphonieorchester der Wiener Volksoper
- Tivoli Symphony Orchestra Kopenhagen
- Tonhalle-Orchester Zürich
- Württembergische Philharmonie
- Zürcher Kammerorchester

## Diskografie
- Schacher/Bardill: Die Rose von Jericho, Jochen Rieder, Tonhalle-Orchester Zürich, Wigra Sound Service, 2009 (CD).
- Schacher/Meyer: Die wilden Schwäne, Sandra Studer, Jochen Rieder, Zürcher Kammerorchester, Universal, 2011 (CD).
- Du bist die Welt für mich, Lieder und Arien aus Operetten und Tonfilmen, Jonas Kaufmann, Julia Kleiter, Rundfunk-Sinfonieorchester Berlin, Sony Classical, 2014 (CD / ausgezeichnet mit der „Goldenen Schallplatte“ im Mai 2015).
- Du bist die Welt für mich, Lieder und Arien aus Operetten und Tonfilmen, Jonas Kaufmann, Julia Kleiter, Rundfunk-Sinfonieorchester Berlin, Sony Classical, 2014 (DVD/Blu-ray).
- Mahler-Songs, Orchesterlieder von Gustav Mahler, Peter Mattei, Jochen Rieder, Norrköping Symphony Orchestra, Naxos SE, 2015 (CD).
- Jonas Kaufmann - An Evening with Puccini, Filarmonica della Scala, Jochen Rieder, directed by Brian Large, Teatro alla Scala di Milano 2015 live, Sony 2015 (DVD/Blu-ray).

## Auszeichnungen
- Diapason d’or, September 2014, Du bist die Welt für mich (CD)
- Classica – Choc de Classica de l’année 2014, Du bist die Welt für mich (CD)
- Diapason d’or ARTE, November 2014, Du bist die Welt für mich (CD)
- Scherzo Los Discos Excepcionales, November 2014, Du bist die Welt für mich (CD)
- Goldene Schallplatte, Sony 2014, Du bist die Welt für mich (CD)
- Joker de Crescendo, Dezember 2014, Du bist die Welt für mich (CD)
- BBC Music Magazine Opera Choice, Christmas 2014, Du bist die Welt für mich (CD)
- Top 40 Classical Artist Albums Chart #2, Großbritannien 2014, Du bist die Welt für mich (CD)
- Media Control Klassikcharts Chart #1, Deutschland 2014, Du bist die Welt für mich (CD)
- Orphée d’Or, Juni 2015, Du bist die Welt für mich (CD)
- ECHO Klassik „Sänger des Jahres“, 2015, Du bist die Welt für mich (CD)